# Sébastien Ogier
Sébastien Ogier (Gap, 17 de dezembro de 1983) é um piloto de ralis francês que atualmente compete no mundial de rali pela Toyota GAZOO Racing WRC.
Ogier Venceu a categoria mundial júnior de 2008 e, no mesmo ano, estreou na categoria principal, onde participa desde então. Seu co-piloto é Julien Ingrassia, com o qual conquistou as edições de 2013, 2014, 2015, 2016, 2017, 2018 e 2020 do mundial de rali, após nove anos de hegemonia de Sébastien Loeb.

## Carreira

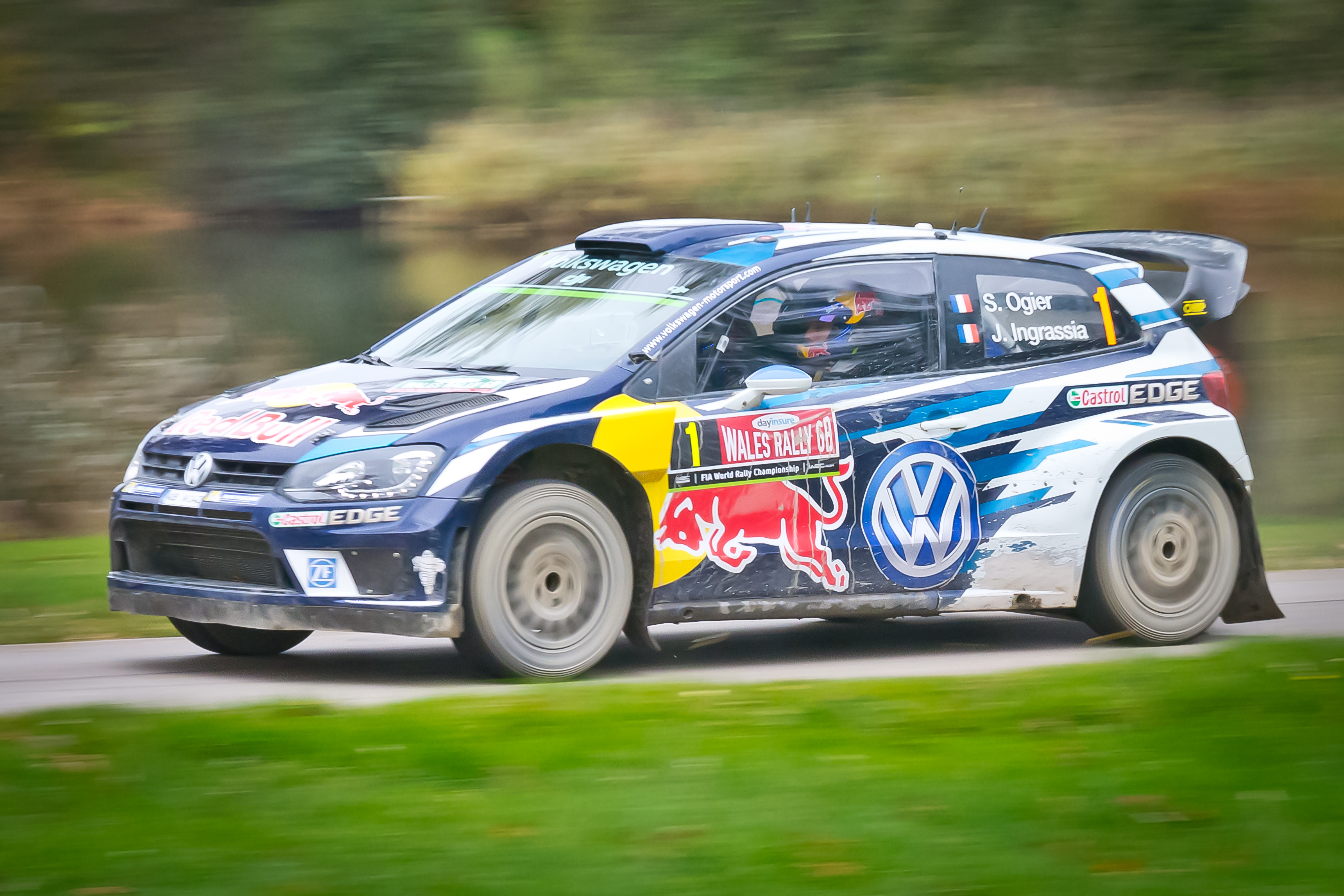
Volkswagen Polo de Ogier no Campeonato Mundial de Rali de 2016.

Após vencer a Copa Peugeot 206 em 2007, estreou no ano seguinte no Campeonato Mundial de Rali Júnior, onde terminou como campeão, mesmo não disputando uma etapa do mundial, após conseguir três vitórias e um segundo lugar. No mesmo ano, também estrearia na categoria principal, fazendo sua estreia no Rali do México, marcando seu único ponto, após terminar em oitavo.
No mundial seguinte, correndo pela equipe satélite da Citroën, a Citroën Junior Team, conquistou seu primeiro pódio, um segundo lugar no Rali da Acrópole. No final do campeonato, terminou na oitava posição, com 24 pontos.
Em sua terceira temporada no campeonato, conseguiria sua primeira vitória, na etapa de Portugal. Ainda conquistaria mais uma vitória, no Rali do Japão. Já na temporada seguinte, de 2011, conseguiria duas vitórias consecutivas.
Ogier se tornou em 2013 o primeiro corredor a conquistar o mundial de rali após os nove anos de hegemonia do seu conterrâneo Sébastien Loeb. Isto se deu devído a aposentadoria de Loeb, apesar do mesmo ter disputado quatro corridas durante a temporada. Ogier terminou o mundial com 290 pontos, 114 pontos à frente do belga Thierry Neuville, tendo conquistado a vitória em nove das treze corridas da temporada. Chegou em segundo lugar em duas oportunidades (ambas atrás de Loeb) e não pontuou apenas na etapa da Alemanha, quando terminou a corrida apenas em décimo sétimo.

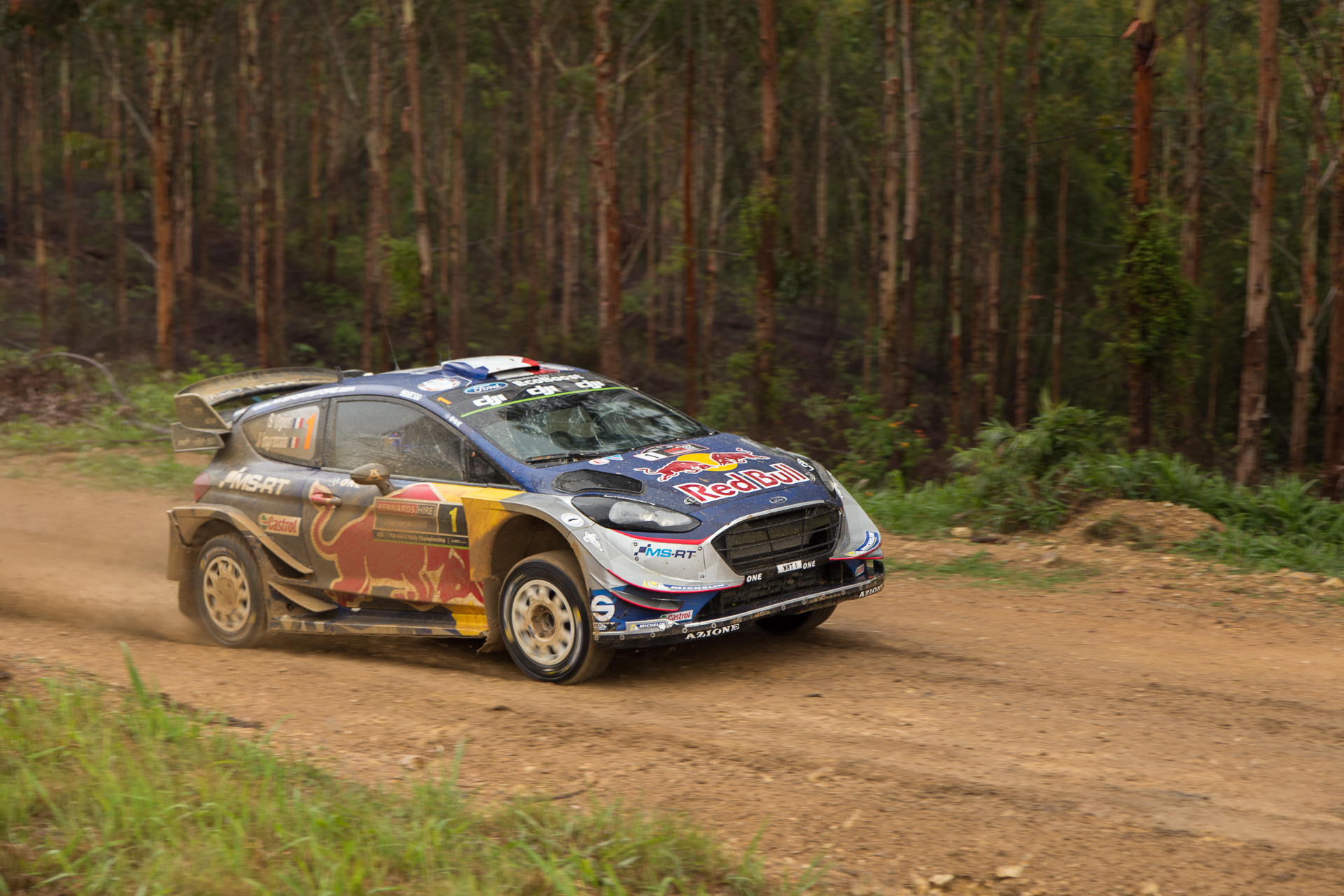
Ford Fiesta de Ogier no Campeonato Mundial de Rali de 2017.

Em 2017, após a Volkswagen Motorsport anunciar a sua saída do mundial, Ogier assinou com a equipe privada M-Sport World Rally Team a qual utiliza o Ford Fiesta WRC. Ogier conquistou o seu quinto título após terminar em terceiro lugar o Rali do País de Gales.
Em 2018, no seu segundo e último ano com a M-Sport World Rally Team, Ogier conquistou o seu sexto título, e revelou também que teria assinado com a Citroën Total World Rally Team para 2019/2020.

## Vitórias no WRC
| #  | Evento                    | Temporada | Co-piloto        | Carro                 |
| -- | ------------------------- | --------- | ---------------- | --------------------- |
| 1  | 44º Rali de Portugal      | 2010      | Julien Ingrassia | Citroën C4 WRC        |
| 2  | 6º Rali do Japão          | 2010      | Julien Ingrassia | Citroën C4 WRC        |
| 3  | 45º Rali de Portugal      | 2011      | Julien Ingrassia | Citroën DS3 WRC       |
| 4  | 29º Rali da Jordânia      | 2011      | Julien Ingrassia | Citroën DS3 WRC       |
| 5  | 57º Rali da Acrópole      | 2011      | Julien Ingrassia | Citroën DS3 WRC       |
| 6  | 29º Rali da Alemanha      | 2011      | Julien Ingrassia | Citroën DS3 WRC       |
| 7  | Rali da França            | 2011      | Julien Ingrassia | Citroën DS3 WRC       |
| 8  | 61º Rali da Suécia        | 2013      | Julien Ingrassia | Volkswagen Polo R WRC |
| 9  | 27° Rali do México        | 2013      | Julien Ingrassia | Volkswagen Polo R WRC |
| 10 | 47° Rali de Portugal      | 2013      | Julien Ingrassia | Volkswagen Polo R WRC |
| 11 | 10° Rali da Sardegna      | 2013      | Julien Ingrassia | Volkswagen Polo R WRC |
| 12 | 63º Rali da Finlândia     | 2013      | Julien Ingrassia | Volkswagen Polo R WRC |
| 13 | 22º Rali da Austrália     | 2013      | Julien Ingrassia | Volkswagen Polo R WRC |
| 14 | Rali da França            | 2013      | Julien Ingrassia | Volkswagen Polo R WRC |
| 15 | 49º Rali da Catalunha     | 2013      | Julien Ingrassia | Volkswagen Polo R WRC |
| 16 | 69º Rali do País de Gales | 2013      | Julien Ingrassia | Volkswagen Polo R WRC |
| 17 | 82º Rali de Monte Carlo   | 2014      | Julien Ingrassia | Volkswagen Polo R WRC |
| 18 | 28° Rali do México        | 2014      | Julien Ingrassia | Volkswagen Polo R WRC |
| 19 | 48º Rali de Portugal      | 2014      | Julien Ingrassia | Volkswagen Polo R WRC |
| 20 | 11° Rali da Sardegna      | 2014      | Julien Ingrassia | Volkswagen Polo R WRC |
| 21 | 71º Rali da Polónia       | 2014      | Julien Ingrassia | Volkswagen Polo R WRC |
| 22 | 23º Rali da Austrália     | 2014      | Julien Ingrassia | Volkswagen Polo R WRC |
| 23 | 50º Rali da Catalunha     | 2014      | Julien Ingrassia | Volkswagen Polo R WRC |
| 24 | 70º Rali do País de Gales | 2014      | Julien Ingrassia | Volkswagen Polo R WRC |
| 25 | 83º Rali de Monte Carlo   | 2015      | Julien Ingrassia | Volkswagen Polo R WRC |
| 26 | 63º Rali da Suécia        | 2015      | Julien Ingrassia | Volkswagen Polo R WRC |
| 27 | 29º Rali do México        | 2015      | Julien Ingrassia | Volkswagen Polo R WRC |
| 28 | 12º Rali da Sardenha      | 2015      | Julien Ingrassia | Volkswagen Polo R WRC |
| 29 | 72º Rali da Polônia       | 2015      | Julien Ingrassia | Volkswagen Polo R WRC |
| 30 | 33º Rali da Alemanha      | 2015      | Julien Ingrassia | Volkswagen Polo R WRC |
| 31 | 24º Rali da Austrália     | 2015      | Julien Ingrassia | Volkswagen Polo R WRC |
| 32 | 71º Rali do País de Gales | 2015      | Julien Ingrassia | Volkswagen Polo R WRC |
| 33 | 84º Rali de Monte Carlo   | 2016      | Julien Ingrassia | Volkswagen Polo R WRC |
| 34 | 64º Rali da Suécia        | 2016      | Julien Ingrassia | Volkswagen Polo R WRC |
| 35 | 34º Rali da Alemanha      | 2016      | Julien Ingrassia | Volkswagen Polo R WRC |
| 36 | 59º Rali da Córsega       | 2016      | Julien Ingrassia | Volkswagen Polo R WRC |
| 37 | 52º Rali da Catalunha     | 2016      | Julien Ingrassia | Volkswagen Polo R WRC |
| 38 | 72º Rali do País de Gales | 2016      | Julien Ingrassia | Volkswagen Polo R WRC |
| 39 | 85º Rali de Monte Carlo   | 2017      | Julien Ingrassia | Ford Fiesta WRC       |
| 40 | 51º Rali de Portugal      | 2017      | Julien Ingrassia | Ford Fiesta WRC       |
| 41 | 86º Rali de Monte Carlo   | 2018      | Julien Ingrassia | Ford Fiesta WRC       |
| 42 | 32° Rali do México        | 2018      | Julien Ingrassia | Ford Fiesta WRC       |
| 43 | 61º Rali da Córsega       | 2018      | Julien Ingrassia | Ford Fiesta WRC       |
| 44 | 74º Rali do País de Gales | 2018      | Julien Ingrassia | Ford Fiesta WRC       |
| 45 | 87º Rali de Monte Carlo   | 2019      | Julien Ingrassia | Citroën C3 WRC        |
| 46 | 33° Rali do México        | 2019      | Julien Ingrassia | Citroën C3 WRC        |
| 47 | 12º Rali da Turquia       | 2019      | Julien Ingrassia | Citroën C3 WRC        |
| 48 | 34° Rali do México        | 2020      | Julien Ingrassia | Toyota Yaris WRC      |
| 49 | 41º ACI Rali de Monza     | 2020      | Julien Ingrassia | Toyota Yaris WRC      |